# Fernando Tomé
Pour les articles homonymes, voir Tomé (homonymie).
Fernando Tomé, de son nom complet Fernando Massano Tomé, est un footballeur et entraîneur portugais né le 10 juillet 1947 à Porto. Il évoluait au poste de milieu droit.

## Biographie

### En club
Formé au Vitória Setúbal, il fait ses premiers pas en première division portugaise lors de la saison 1965-1966,,.
Avec le Vitória Setúbal, la saison suivante, il remporte notamment la Coupe du Portugal en battant l'Académica de Coimbra,,.
Lors de la saison 1967-1968, Fernando Tomé est à nouveau finaliste de la Coupe nationale mais cette fois le club est battu par le FC Porto,,.
Fort de ces expériences, le Vitória est amené à jouer la Coupe des villes de foires. Lors de la saison 1968-1969, Tomé s'illustre en marquant un triplé contre l'Olympique lyonnais en seizièmes de finale aller de la compétition. Après avoir éliminé la Fiorentina en huitièmes, le Vitória s'incline contre Newcastle United en quarts.
Lors de la saison 1969-1970, le Vitória élimine le Liverpool FC en seizièmes de finale : lors de la rencontre aller, Tomé marque un but. Le club s'incline cette fois-ci en quarts contre le Hertha BSC, Tomé marquant encore lors du match aller.
En 1970, Tomé est transféré au Sporting Portugal, club qu'il représente pendant six saisons,.
Avec les Lions, il joue quatre finales de Coupe du Portugal successives de 1970 à 1974, il en remporte trois : en 1971, 1973 et 1974. Cette même année, le Sporting réalise même un doublé Coupe/Championnat,,.
En 1976, il retrouve le Vitória Setúbal avec lequel il dispute deux saisons,,.
En 1978, il rejoint l'União de Leiria. Lors de la saison 1979-1980, il évolue en qualité d'entraîneur-joueur et raccroche finalement les crampons.
Il dispute un total de 265 matchs pour 35 buts marqués en première division portugaise,. Au sein des compétitions européennes, il dispute 4 matchs en Coupe des clubs champions pour un but marqué, 11 matchs en Coupe des coupes pour un but marqué et 16 matchs en Coupe des villes de foires/Coupe UEFA pour 6 buts marqués.

### En équipe nationale
International portugais, il reçoit deux sélections en équipe du Portugal en 1969. Le 2 novembre, il dispute un match de qualification pour la Coupe du monde 1970 contre la Suisse (match nul 1-1 à Berne). Le 10 décembre, il joue contre l'Angleterre en amical (défaite 0-1 à Londres).

### Entraîneur
Après son expérience d'entraîneur-joueur à l'União de Leiria, il est entraîneur de nombreux clubs portugais comme le Vitória Setúbal, le FC Famalicão ou le FC Penafiel.

## Palmarès
| Vitória Setúbal - Coupe du Portugal (1) : - Vainqueur : 1966-67. - Finaliste : 1967-68. |  | Sporting CP - Championnat du Portugal (1) - Champion : 1974 - Coupe du Portugal (3) : - Vainqueur : 1970-71, 1972-73 et 1973-74 - Finaliste : 1971-72 |